# فیستیک‌لی (آرتوین)
فیستیک‌لی (به ترکی استانبولی: Fıstıklı) یک منطقهٔ مسکونی در ترکیه است که در آرتوین واقع شده‌است. فیستیک‌لی ۱۰۵ نفر جمعیت دارد.